# Plaza Pella
La Plaza Pella (en macedonio:  Плоштад Пела) es una de las principales plazas de Skopie, la capital de Macedonia del Norte.
Se encuentra en el municipio de Centar, cerca de la plaza principal de la ciudad, la Plaza Macedonia. La plaza lleva el nombre de la ciudad de Pella, que se encuentra en la unidad regional Pella en la actual Macedonia central en Grecia, la capital del antiguo reino de Macedonia y lugar de nacimiento tanto de Krste Misirkov como de Alejandro Magno. Una estatua de Krste Misirkov se inauguró en la plaza de Pella en 2007. Por lo común sirve como sede de conciertos de música, discursos políticos, manifestaciones u otras reuniones.